# Хасангалиев, Ескендир Утегенович
Ескендир Утегенович Хасангалиев (каз. Ескендір Өтегенұлы Хасанғалиев; 13 февраля 1940, аул Батпаккуль, Каратюбинский район, Западно-Казахстанская область, Казахская ССР, СССР — 30 апреля 2021, Алма-Ата, Казахстан) — советский и казахский композитор-песенник, певец (лирический баритон), народный артист Казахской ССР (1984). Один из основоположников казахской современной песни. Родился в западно-казахстанском ауле Батбаккуль, земляк популярного казахского певца, домбриста и композитора Гарифуллы Курмангалиева, выходца из соседнего аула Аккуль.

## Биография
Его родители — Кубаш Ибрашев (1918—1942) и Ханаш Утегенова (1924—1985). Отец, учитель математики, рано скончался и Ескендира усыновили дедушка и бабушка по материнской линии — Утеген и Бахия Хасангалиевы. Происходит из рода кызылкурт племени байулы. Именно они передали ему любовь к пению. Звуки домбры, народные песни и мелодии сопровождали его с самого детства. Западный Казахстан — это родина Курмангазы, Даулеткерея, Дины Нурпеисовой, Мухита, Гарифуллы Курмангалиева.
Аульный парнишка впервые познакомился с нотной грамотой, обучаясь на 6-месячных курсах баянистов в городе Уральск. А фортепиано впервые увидел только в 19 лет, когда в 1959 году поступил на подготовительное отделение консерватории имени Курмангазы. До приезда в Алма-Ату он не говорил по-русски, зато воспитанник аула в чистом виде знал казахское народное творчество и основой всех его произведений стали народные мотивы.
В 1964 году окончил вокально-хоровой факультет Алма-Атинской государственной консерватории им. Курмангазы классы Надии Шариповой — по вокалу и Галины Виноградовой — по хоровому дирижированию.
С 1963 года — музыкальный редактор Казахского радио.
В 1969—1970 гг. — преподаватель хорового дирижирования в КазГосЖенПИ.
С 1970 года — штатный солист оркестра Казахского радио и телевидения.
В 1978 году — окончил Чимкентский институт культуры имени Аль-Фараби (заочно).
Скончался 30 апреля 2021 года, похоронен на Кенсайском кладбище Алматы.
30 мая 2024 года решением маслихата города Алма-Аты улица без названия в микрорайоне Жас Канат Турксибского района города названа в честь певца и композитора.

## Творчество
Обладая прекрасным голосом, он стал солистом Казахского радио и телевидения, исполняя казахские народные песни и песни композиторов Казахстана.
Первую свою песню Ескендир Хасангалиев сочинил в 1961 году. Эта песня — «Анаға сәлем» (Привет матери). Она сразу стала популярной и любимой в народе. Вот уже пятьдесят лет она звучит и притягивает слушателей своей красотой и мелодичностью. Именно с этой песни начинается творческий путь Ескендира Хасангалиева, как певца и композитора.
Потом были «Асыл арман» (Драгоценная мечта), «Әдемі-ау» (Моя красивая), «Сағындым сенi» (Тоскую по тебе), «Бозторғайым» (Мой жаворонок) и многие др. В течение более 50 лет творческой деятельности им написано свыше 200 песен, романсов, хоровых произведений, музыки к кинофильмам и музыкальным спектаклям.
Песню «Әдемі-ау» на слова Б. Тажибаева он посвятил девушке, случайно встреченной им на концерте в Караганде в начале семидесятых годов. Только через 4 года он вновь увидел её в Алма-Ате и она стала его супругой. Впоследствии, своей жене Дарико Хасангалиевой (в девичестве Ашляевой) он посвятил и другие лирические песни — «Гүл сезім» (Цветок нежности), «Есіңе ал» (Вспомни обо мне), «Ескірмеген махаббат» (Вечная любовь) и др.
Патриотическая «Атамекен» (Земля отцов) на слова Кадыра Мырзалиева была написана в 1970 году к 50-му юбилею Казахской ССР и стала очень популярной.
В 1978 году в честь рождения сына Биржана, Ескендир Хасангалиев написал трогательную колыбельную песню «Келшi-келшi, балашым» («Приди ко мне, мой малыш»).
Композитор сочинил также музыку к художественным фильмам «Соль и Хлеб» (1977), «Кто ты, всадник»/«Тақыр» (1987), к спектаклю «Студенттер» и др.
Наиболее популярные песни:
- «Атамекен» (Земля отцов), слова К.Мырзалиева
- «Әдемі-ау» (Моя красивая!), слова Б.Тажибаева

Его песни исполняют все звёзды казахстанской эстрады — Роза Багланова, Бибигуль Тулегенова, Ермек Серкебаев, Роза Рымбаева, а также молодые исполнители.
В декабре 2010 года его песня «Азияда алауы» (Знамя Азиады) на слова журналиста и публициста Утегена Оралбаева, выиграв конкурс среди 105 претендентов, стала официальным гимном зимней Азиады-2011, прошедшей в Казахстане.

## Премии и награды
- 1968 год — дипломант 2-го Международного фестиваля молодёжной песни в городе Сочи
- 1970 год — лауреат премии Ленинского комсомола Казахстана («за пропаганду молодёжной песни»)
- 1979 год — почётное звание «Заслуженный артист Казахской ССР»
- 1984 год — почётное звание «Народный артист Казахской ССР»
- 1998 год — общественная медаль имени Пирогова «За гуманизм и милосердие» (СССР)
- 2000 год — лауреат конкурса «Новому веку — новые песни»
- 2000 год — орден Курмет (орден Почёта)
- 2006 год — Государственная премия Республики Казахстан в области литературы и искусства — за концертные программы 2001-2005 годов, авторские вечера «Ескірмеген махаббат», «Атамекен»
- 2007 год — независимая премия «Тарлан» в категории «Музыка. За вклад»
- 2015 год — Орден «Отан», один из высших орденов Республики Казахстан — за большой вклад в развитие отечественного музыкального искусства[6]
- 2018 год — Звание «Почётный гражданин города Алматы»[7]

Медали
- 2002 — Медаль «Астана»
- 2011 — Медаль «20 лет независимости Республики Казахстан»
- 2015 — Медаль «20 лет Конституции Республики Казахстан»
- 2015 — юбилейной медалью «20 лет Ассамблеи народа Казахстана»
- 2016 — Медаль «25 лет независимости Республики Казахстан»
- 2018 — Юбилейная медаль «20 жыл Астана»[8]

## Почётные звания к 70-летию
- 2010 год — почётный гражданин Западно-Казахстанской области.
- 2015 год — почётный гражданин Уштобинского района, Алматинская область.
- 2015 год — почётный гражданин Кербулакского района, Алматинская область.
- 2010 год — почётный профессор Семипалатинского Государственного университета им. Шакарима.
- 2010 год — почётный профессор Уральского педагогического института.

## Нотные сборники
- 1967 — «Асыл арман» (Драгоценная мечта)
- 1970 — «Атамекен» (Земля отцов)
- 1978 — «Өмірімнің жазы» (Лето моей жизни), Алматы, Жалын, 1978.
- 1980 — «Бозторғайым» (Мой жаворонок)
- 2006 — «Ескірмеген махаббат» (Вечная любовь)

## Дискография
- 1996 — «Ауылым әнім» (Мой аул — моя песня)
- 2004 — «Ескірмеген махаббат» (Вечная любовь)
- 2007 — «Атамекен» (Земля отцов)
- 2009 — «Келеміз бірге» (Придём вместе)
- 2010 — «Әндер антологиясы» (Антология песен, 6 CD, 144 песни).
- 2011 — «Жасай бер, казақ!» (Живи, казах!)

Популярные песни Хасангалиева:
- «Атамекен» — на слова К. Мырзалиева,
- «Анаға сәлем» — на слова О. Иманалиева,
- «Ескірмеген махаббат» — на слова Х. Ергалиева,
- «Келші, келші балашым» -на слова К. Идрисова,
- «Кездестім саған» — на слова С. Мауленова,
- «Ғажайып сөз-айналайын» — на слова К. Салыкова,
- «Ерден атайдың ертегісі» — на слова А. Асылбекова,
- «Ауылды аңсау» — на слова С. Оспанова,
- «Өтеді алдан бір бейне» — на слова Т. Молдагалиева,
- «Айналдым елім» — на слова С. Жиенбаева,
- «Нұрлы таң» — на слова А. Асыдбекова,
- «Айналайын» — на слова М. Шаханова,
- «Аңсағаным» — на слова А. Асылбекова,
- «Жасай бер, қазақ!» — на слова Т. Тобагабылова,
- «Немерем-ақ таңым» — на слова К. Салыкова,
- «Гүл сезім» — на слова Т. Оразбаева, а также
- «Студенттердің қоштасу әні»,
- «Ауылым әнім»,
- «Әдемі-ау»,
- «Алматының алмасы»
- «Қарындасым-қарлығашым»,
- «Елігім-еркем»,
- «Есіңе ал»,
- «Бозторғайым»,
- «Жанарым» и
- «Сағындым сені» — все на слова Б. Тажибаева.

## Хасангалиев о себе
Песню «Бозторгайым» (Мой жаворонок) я написал в далёкие семидесятые годы. Как известно, жаворонок — это не перелётная птица, она, одна из немногих, зимует там, где родилась, как бы ей ни было трудно. Это была боль моей души, боль за мой народ, который на своей земле не мог говорить на родном языке. Я не против русского языка, английского, но казахский мы обязаны знать, причём все, кто живёт на этой земле. Только так мы сможем его сохранить для потомков. Этот язык нужен не только нам, казахам, его пронесли, сохранили для нас наши предки, сохранение языка — сегодня самая важная для нас задача.
Моя песня о Софии (столица Болгарии) пролежала под сукном более 20 лет. Однажды ко мне обратился молодой исполнитель Талгат Жорабаев с просьбой найти ему песню о Болгарии. Я предложил песню о Софии. Исполнив её, он стал лауреатом международного конкурса в Болгарии (В 2006 г. на Международном музыкальном фестивале «Discovery» (Болгария) Талгат стал обладателем Диплома III степени).
Мои песни о Корее так пришлись по душе корейскому народу, что меня избрали председателем Общества казахстанско-корейской дружбы.
Я часто выступаю за рубежом. Ряд песен я посвятил французским, немецким, корейским, турецким слушателям, а на стихи турецкого классика Емре написал романс.

## Интересные факты
- Ескендир Хасангалиев постоянно пел в дуэте со своим сыном Биржаном Хасангали(евым). В совместном исполнении получили известность такие песни, как «Ескірмеген махаббат», «Студенттер әнi», «Ақ тілек», «Атамекен».
- Сын Биржан в течение долгого времени собирал песни, записанные Ескендиром Хасангалиевым в советское время. В результате в 2010 году была выпущена «Антология песен» (Әндер антологиясы), состоящая из 144 песен на 6 дисках.
- Песня «Атамекен», написанная в 1970 году, исполнялась казахской молодёжью во время декабрьских событий 1986 года в городе Алма-Ате. После этого она была запрещена для исполнения на радио и телевидении. После обретения Казахстаном независимости песня «Атамекен» стала одной из самых любимых патриотических песен. Часто именуется «неофициальным гимном казахского народа».
- В советское время, несмотря на огромную популярность, Ескендир Хасангалиев, как и многие другие композиторы-песенники, не мог стать членом Союза композиторов СССР. Дело в том, что по тогдашнему уставу Союза композиторов его членом мог стать только тот, кто закончил композиторское отделение консерватории. После обретения Казахстаном независимости вместе с другим известным композитором-песенником Асетом Бейсеуовым Хасангалиев был принят в ряды членов Союза.
- В 1983 году отмечалось 2000-летие Ташкента. По заказу Ескендир Хасангалиев написал песню, которая называлась «Песня о Ташкенте». С этой песней делегация города Алма-Аты поехала на празднование. На торжественном собрании после вручения поздравительного адреса в зале была включена записанная Ескендиром Хасангалиевым фонограмма песни. Эта песня настолько понравилась тогдашнему Первому секретарю ЦК КП Узбекистана Шарафу Рашидову, что он позвонил Динмухамеду Кунаеву и поблагодарил его за этот музыкальный подарок, предложив присвоить автору, написавшему эту песню, высокое звание. В результате вышло постановление о присвоении Хасангалиеву звания «Народный артист Казахской ССР». Интересно, что указ вышел в газете «Казахстанская правда» вместе с некрологом о смерти Юрия Андропова 10 февраля 1984 года. Эту историю рассказал сам Д. А. Кунаев в разговоре с Е. Хасангалиевым в 1990 году.

## Семья
Жена Дарико Сопыжановна (1943) — врач-фтизиатр, председатель Алматинского городского комитета Общества Красного полумесяца. Отличник здравоохранения СССР. Награждена орденом «Курмет» и медалями «Шапагат» и «Ветеран турда Казахстана»..
Дети: две дочери и сын Биржан (1978) — эстрадный певец и камерный композитор. С 2015 года директор Алматинского музыкального колледжа им. П. И. Чайковского, заслуженный деятель Казахстана..